# Marisa Casanueva
Marisa Casanueva Cabrero (Manresa, 4 febbraio 1981) è una maratoneta e mezzofondista spagnola.

## Biografia
Il 23 aprile 2017, durante un meeting ad Amburgo, migliora il proprio personale nella maratona fermando il cronometro a 2h32'22". Grazie a tale qualificazione ottiene la qualificazione ai mondiali di Londra 2017.
Il 6 agosto seguente prende parte alla maratona femminile dei mondiali di Londra. Benché partita con l'intento di ritoccare ulteriormente il suo personale, termina la competizione in ultima posizione con un tempo di 3h05'03", a circa quaranta minuti dalla zona podio.

## Progressione

### Mezza maratona
| Stagione | Risultato | Luogo      | Data      | Rank. Mond. |
| -------- | --------- | ---------- | --------- | ----------- |
| 2014     | 1h14'27"  | Santa Pola | 19-1-2014 |             |

### Maratona
| Stagione | Risultato | Luogo      | Data      | Rank. Mond. |
| -------- | --------- | ---------- | --------- | ----------- |
| 2017     | 2h32'22"  | Amburgo    | 23-4-2017 |             |
| 2016     | 2h34'57"  | Barcellona | 13-3-2016 |             |
| 2015     | 2h36'11"  | Berlino    | 27-9-2015 |             |

## Palmarès
| Anno | Manifestazione | Sede   | Evento   | Risultato | Prestazione | Note |
| ---- | -------------- | ------ | -------- | --------- | ----------- | ---- |
| 2017 | Mondiali       | Londra | Maratona | 78ª       | 3h05'03"    |      |